# An der Piep
An der Piep ist eine Ortslage in der bergischen Großstadt Wuppertal im Stadtteil Vohwinkel. Der Name An der Piep ist nur noch als Straßenname und nicht mehr als Ortsteil im Bewusstsein der Bevölkerung vorhanden.

## Lage und Beschreibung
Die Ortslage liegt auf einer Höhe von 228 m ü. NHN an der Straße An der Piep auf dem Haßlinghauser Rücken (Wuppertaler Nordhöhen) im Norden des Wohnquartiers Schöller-Dornap im Stadtbezirk Vohwinkel. Benachbarte Ortslagen sind Jammerhörnchen, Kirchenhöhe, Bück, Saurenhaus, Schliepershäuschen, Oberst, Schickenberg, Sandfeld, Wieden, Voßbeck, Kirchenfeld, Klein Voisberg, Radenberg und Düsselerhöhe. Schickenberg und Voßbeck, südöstlich und südwestlich von Kirchenhöhe, sind im Laufe des 20. Jahrhunderts durch den Kalksteinabbau wüst gefallen.

## Geschichte
Der Ort lag an einem über die Höhe verlaufenden Kohlenweg, der schon auf der Topographia Ducatus Montani des Erich Philipp Ploennies aus dem Jahre 1715 verzeichnet ist. Auf der Topographischen Aufnahme der Rheinlande von 1824 ist die Ortslage mit Steinbergspipen beschriftet, auf der Preußischen Uraufnahme von 1843 ist der Ort nicht beschriftet. Ab dem Messtischblatt von 1892 ist der Ort mit An der Piep beschriftet. An der Piep liegt an einem Altweg, der von Saurenhaus über Bück nach einem Altweg führt, der die heutige Landesstraße 74 (hier im Bereich die Wiedener Straße) ist. Nach Norden zweigt ein Weg ab, der nach Steinberg führt. Die Nähe und der Name Steinbergspipen lässt auf ein Abspliss von Gut Steinberg vermuten. Zwischen 1907 und 1927 ist der Ort wüst gefallen. Ab den 1930er Jahren wurde das Gebiet vom Westen, von der L 74 her, mit Wohngebäuden neu bebaut und der Ortsname Düsselerhöhe dominierte fortan.
An der Piep lag im 19. Jahrhundert in der 1867 von der Bürgermeisterei Haan abgespalteten Gemeinde Sonnborn, die 1888 unter Gebietsabtretungen an die Stadt Elberfeld in Gemeinde Vohwinkel umbenannt wurde. Mit der Gründung Wuppertals 1929 kam Piep im Rahmen eines Gebietstauschs zunächst von Vohwinkel zu Wülfrath, fand dann 1974 bei der letzten großen Kommunalreform Aufnahme in das Wuppertaler Stadtgebiet. Die Straße An der Piep die von der L 74 nach Osten fortführt und die ursprüngliche Lage des Orts An der Piep berührt, erhielt ihren Namen am 28. Februar 1956.